# 伊瓦什基夫
48°7′23″N 29°12′7″E / 48.12306°N 29.20194°E
伊瓦什基夫（烏克蘭語：Івашків）是位於烏克蘭西南部的村莊，由敖德萨州波季利斯克区的科迪馬市鎮負責管轄。該村處於薩夫蘭河畔，始建於1896年，面積4.89平方公里，2001年人口1,319。